# غلتان
در هندسه دیفرانسیل منحنی‌ها، غَلتان یا «رولت» (انگلیسی: Roulette) به نوعی از منحنی گفته می‌شود که تعمیمی از چرخ‌زاد، برون‌چرخ‌زاد، درون‌چرخ‌زاد، چرخه‌زاد، برون‌چرخه‌زاد، درون‌چرخه‌زاد و گستران باشد. در سطح پایه، خَمِ غلتان مسیری است که توسط یک منحنی در حین غلتش بر روی منحنی دیگر بدون لغزش، ردیابی می‌شود.

## تعریف

### تعریف غیررسمی

سهمی سبزرنگ در امتداد سهمی آبی‌رنگ مساوی که ثابت می‌ماند، می‌غلتد. مولد رأس سهمی غلتان است و رولت را توصیف می‌کند که به رنگ قرمز نشان داده شده است. در این حالت رولت سیسوئید دیوکلز است.

به‌طور کلی، غلتان منحنی‌ای است که توسط یک نقطه (به نام «مولد» یا «قطب») متصل به یک منحنی معین توصیف می‌شود، زیرا آن منحنی بدون لغزش در امتداد یک منحنی ثابت معین دیگر می‌غلتد. به‌طور دقیق‌تر، با توجه به یک منحنی متصل به یک صفحه که در حال حرکت است به طوری که منحنی بدون لغزش در امتداد یک منحنی معین متصل به یک صفحه ثابت که فضای یکسانی را اشغال می‌کند، می‌غلتد، آنگاه یک نقطه متصل به صفحه متحرک منحنی را در صفحه ثابت توصیف می‌کند که به آن غلتان می‌گویند.

### موارد خاص و مفاهیم مرتبط
در حالتی که منحنی غلتان یک خط باشد و مولد نقطه‌ای روی خط باشد، رولت، گستران منحنی ثابت نامیده می‌شود. اگر منحنی غلتان یک دایره و منحنی ثابت یک خط باشد، رولت یک چرخه‌زاد است. اگر در این حالت نقطه روی دایره قرار گیرد، رولت یک چرخ‌زاد است.
یک مفهوم مرتبط، گلیست (glissette) است، منحنی توصیف شده توسط یک نقطه متصل به یک منحنی معین که در امتداد دو (یا بیشتر) منحنی معین می‌لغزد.

### تعریف رسمی
به‌طور رسمی، منحنی‌ها باید منحنی‌های تابع دیفرانسیل‌پذیر در صفحه باشند. «منحنی ثابت» بدون تغییر نگه داشته می‌شود؛ «منحنی غلتان» تحت یک تابع پیوسته هم‌نهشت تغییر شکل می‌دهد به طوری که در همه زمان‌ها منحنی‌ها در نقطه‌ای از تماس که با سرعت یکسان در هنگام حرکت در امتداد هر منحنی حرکت می‌کند، مماس هستند (راه دیگر برای بیان این محدودیت این است که نقطه تماس دو منحنی، مرکز آنی دوران تبدیل هم‌نهشتی است). رولت حاصل از مکان هندسی مولد تحت همان مجموعه تبدیلات هم‌نهشتی تشکیل می‌شود.
با مدل‌سازی منحنی‌های اصلی به عنوان منحنی در صفحه مختلط، فرض کنید {\displaystyle r,f:\mathbb {R} \to \mathbb {C} } دو پارامتری‌سازی طبیعی منحنی‌های غلتان ({\displaystyle r}) و ثابت ({\displaystyle f}) باشند، به طوری که {\displaystyle r(0)=f(0)}، {\displaystyle r'(0)=f'(0)} و {\displaystyle |r'(t)|=|f'(t)|\neq 0} برای همه {\displaystyle t}. سپس رولت مولد {\displaystyle p\in \mathbb {C} } در حالی که {\displaystyle r} روی {\displaystyle f} می‌غلتد، با نگاشت زیر به دست می‌آید:
{\displaystyle t\mapsto f(t)+(p-r(t)){f'(t) \over r'(t)}.}

## تعمیم‌ها
اگر به جای یک نقطه متصل به منحنی غلتان، منحنی دیگری در امتداد صفحه متحرک حمل شود، خانواده‌ای از منحنی‌های همنهشت تولید می‌شود. پوشش این خانواده را نیز می‌توان رولت نامید.
رولت‌ها در فضاهای با ابعاد بالاتر را مطمئناً می‌توان تصور کرد، اما باید بیش از مماس‌ها را تراز کرد.

## مثال
اگر منحنی ثابت یک زنجیره‌وار و منحنی غلتان یک خط (هندسه) باشد، داریم:
{\displaystyle f(t)=t+i(\cosh(t)-1)\qquad r(t)=\sinh(t)}
{\displaystyle f'(t)=1+i\sinh(t)\qquad r'(t)=\cosh(t).}
پارامتری‌سازی خط به گونه‌ای انتخاب می‌شود که
{\displaystyle |f'(t)|={\sqrt {1^{2}+\sinh ^{2}(t)}}={\sqrt {\cosh ^{2}(t)}}=|r'(t)|.}
با اعمال فرمول بالا به دست می‌آوریم:
{\displaystyle f(t)+(p-r(t)){f'(t) \over r'(t)}=t-i+{p-\sinh(t)+i(1+p\sinh(t)) \over \cosh(t)}=t-i+(p+i){1+i\sinh(t) \over \cosh(t)}.}
اگر p = −i باشد، عبارت دارای یک بخش موهومی ثابت (یعنی -i) است و غلتان یک خط افقی است. یک کاربرد جالب این موضوع این است که یک چرخ مربع می‌تواند بدون پرش روی جاده‌ای که یک سری از کمان‌های زنجیره‌وار منطبق است، بغلتد.

## فهرست غلتان‌ها
| منحنی ثابت    | منحنی غلتان                          | نقطه مولد                | منحنی غلتان        |
| ------------- | ------------------------------------ | ------------------------ | ------------------ |
| هر منحنی      | خط                                   | نقطه روی خط              | گستران منحنی       |
| خط            | هر                                   | هر                       | Cyclogon           |
| خط            | دایره                                | هر                       | چرخه‌زاد            |
| خط            | دایره                                | نقطه روی دایره           | چرخ‌زاد             |
| خط            | مقطع مخروطی                          | مرکز مخروطی              | رولت اشتورم        |
| خط            | مقطع مخروطی                          | کانون مخروطی             | رولت دلونای        |
| خط            | سهمی                                 | کانون سهمی               | زنجیره‌وار          |
| خط            | بیضی                                 | کانون بیضی               | زنجیره‌وار بیضوی    |
| خط            | هذلولی                               | کانون هذلولی             | زنجیره‌وار هذلولوی  |
| خط            | هذلولی                               | مرکز هذلولی              | الاستیک مستطیلی    |
| خط            | Cyclocycloid                         | مرکز                     | بیضی               |
| دایره         | دایره                                | هر                       | Centered trochoid  |
| خارج یک دایره | دایره                                | هر                       | برون‌چرخه‌زاد        |
| خارج یک دایره | دایره                                | نقطه روی دایره           | برون‌چرخ‌زاد         |
| خارج یک دایره | دایره با شعاع یکسان                  | هر                       | لیماسون            |
| خارج یک دایره | دایره با شعاع یکسان                  | نقطه روی دایره           | دل‌گون              |
| خارج یک دایره | دایره با نصف شعاع                    | نقطه روی دایره           | گرده‌گون            |
| داخل یک دایره | دایره                                | هر                       | درون‌چرخه‌زاد        |
| داخل یک دایره | دایره                                | نقطه روی دایره           | درون‌چرخ‌زاد         |
| داخل یک دایره | دایره با یک سوم شعاع                 | نقطه روی دایره           | دلتاگون            |
| داخل یک دایره | دایره با یک چهارم شعاع               | نقطه روی دایره           | ستاره‌گون           |
| سهمی          | سهمی مساوی پارامتری شده در جهت مخالف | رأس سهمی                 | Cissoid of Diocles |
| زنجیره‌وار     | خط                                   | به مثال بالا مراجعه کنید | خط                 |